# スウェーデン・アカデミー
座標: 北緯59度19分31秒 東経18度4分14秒 / 北緯59.32528度 東経18.07056度
スウェーデン・アカデミー（典: Svenska Akademien）は、グスタフ3世国王により1786年に設立された、スウェーデンの学士院（国立アカデミー）である。グスタフ3世がフランス文化の愛好者であったため、フランス学士院に倣っての設立であった。その大部分がグスタフ3世自身によって書かれた学士院規則にも、フランス学士院の影響が見られる。
スウェーデン・アカデミーはノーベル文学賞の選考委員会を兼ねることでも知られ、選考結果の発表には国内のみならず、海外からも多くのメディアが集まる。また、北欧諸国の作家を対象としたスウェーデン・アカデミー北欧賞（Svenska Akademiens nordiska pris）を主催している。

## 目的
スウェーデン・アカデミー設立の目的は、スウェーデン語の純正･健全･高雅 (renhet, styrka och höghet)、すなわち明瞭性、表現力、信望 (klarhet, uttrycksfullhet och anseende) のために活動することにある。その目的を達成するためにスウェーデン・アカデミーはスウェーデン語の文法書、単語集など、スウェーデン語についての書籍を出版している。特に、「スウェーデン・アカデミーのスウェーデン単語集 (Svenska Akademiens ordlista över svenska språket)」は行政文書等の公文書に限らず、各種の学術論文を執筆する際のガイドラインとなっている。
言語学の分野だけではなく、スウェーデンの古典文学の出版も行っており、アウグスト・ストリンドベリやセルマ・ラーゲルレーヴの作品を出版している。
アカデミーがノーベル文学賞の選考委員会も兼ねるようになったのは19世紀末の1900年であり、アカデミーの歴史の中では比較的新しい時代のことである。

## 立地・建物

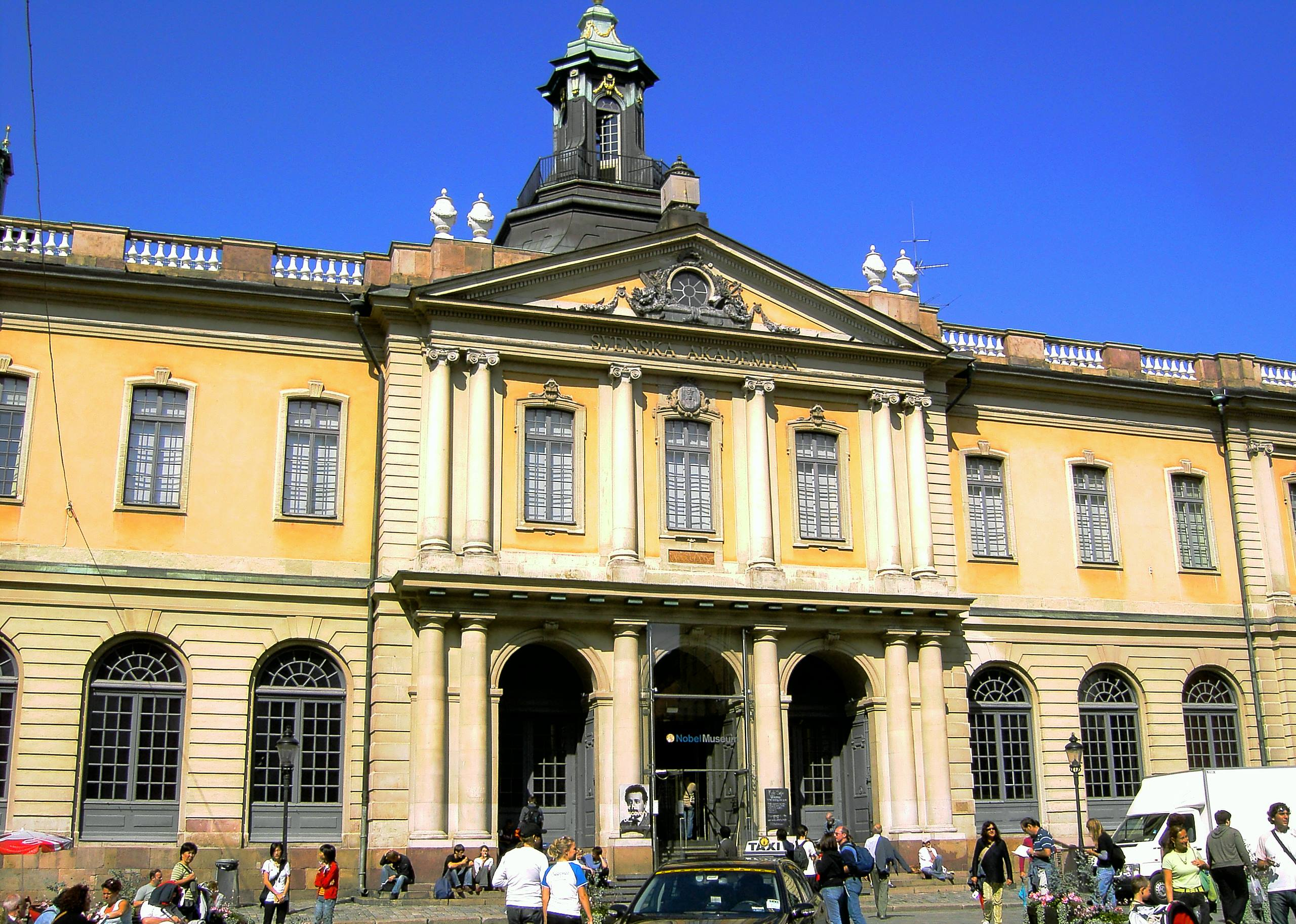
Svenska Akademien

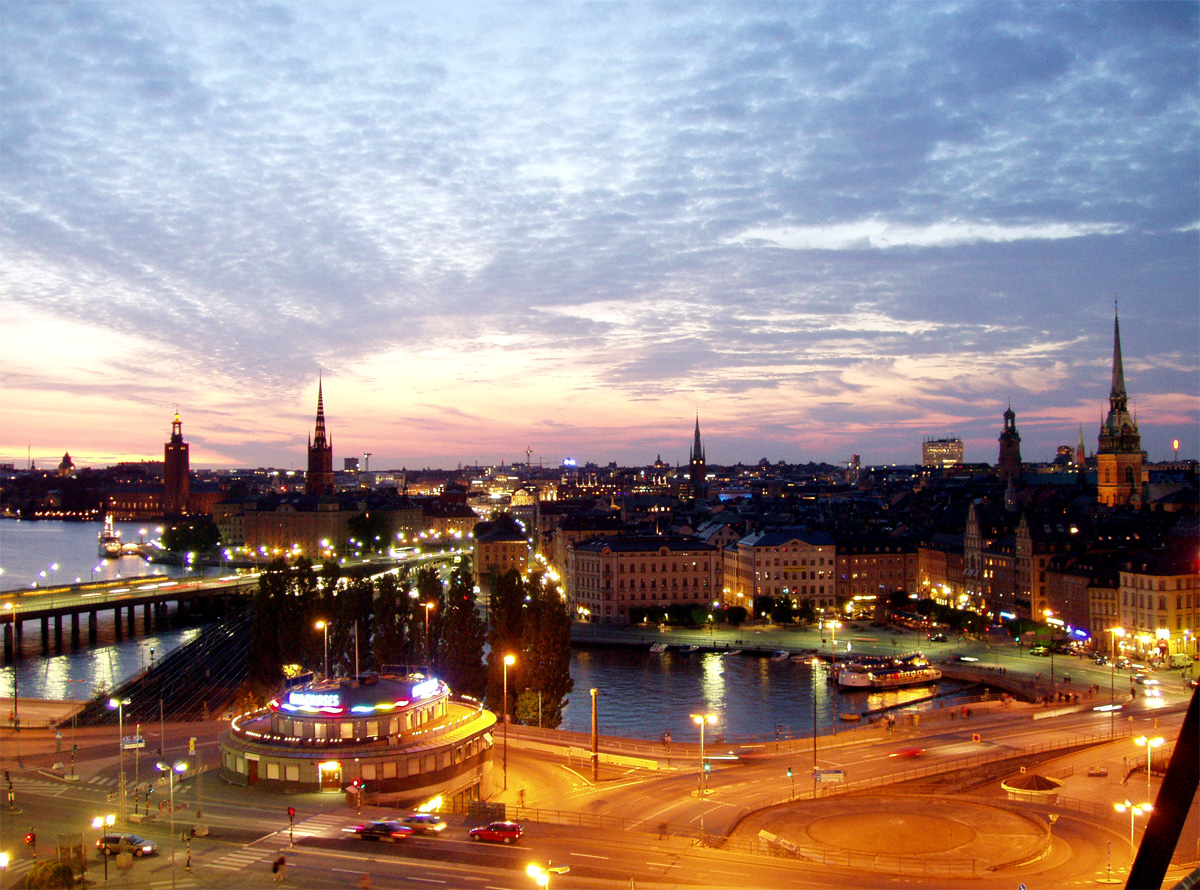
Gamla stan

スウェーデン・アカデミーは首都ストックホルムの、かつて証券取引所であった建物を改装したノーベル博物館にオフィスを置いている。建物は現国王カール16世グスタフが執務する王宮にほど近く、中心部でありながら中世の面影を残すガムラスタンに位置している。
アカデミー内にはそれまでにアカデミーが出版した書籍を所蔵する図書館がある。
アカデミーが入っている建物が面している広場は、スウェーデンがカルマル同盟から離脱（デンマーク支配からの脱却）する発端となったストックホルムの血浴の舞台ともなった。

## 定員
スウェーデン・アカデミーの会員数は設立当初から18名で、会員に欠員が出た場合は、残りの会員の投票によって新会員が選ばれる。その結果は公表前にアカデミーの保護者たるスウェーデン国王に報告され、現在でもその承認を受ける慣例になっている。
長く定員が18名であるため、「ザ・18人 (De Aderton [aderton は arton の古形])」という表現がスウェーデン・アカデミーの代名詞にもなっている。
かつては終身会員であり、原則として生存中はアカデミーから脱退できなかった。例えば1989年に、『悪魔の詩』作者のサルマン・ラシュディらに対するイランの最高指導者のホメイニーによる「死刑」宣告について、アカデミーが非難しなかったことに抗議してラーシュ・イェーレンステン、ワーナー・アスペンストローム、ケルスティン・エクマンが辞任を表明した時も、イェーレンステンとアスペンストロームは亡くなるまで、エクマンは2018年の規約変更まで名目上は会員であった。
2017年に発覚した、女性会員の夫によるノーベル文学賞受賞者の事前の漏洩や、アカデミーの利益相反行為などの不祥事を受け、2018年の同賞の選が見送られたことを発端として、一部の規約が変更され、会員の自発的な辞任や、2年以上活動を休止した会員の脱退などが認められるようになった。

## スウェーデン・アカデミー北欧賞
- 1986年 Villy Sørensen
- 1987年 ヴィリアム・ハイネセン
- 1988年 Nils Erik Enkvist
- 1989年 Rolf Jacobsen
- 1990年 Henrik Nordbrandt
- 1991年 トーマス・トランストロンメル
- 1992年 トール・ヴィルヘルムソン
- 1993年 Paavo Haavikko
- 1994年 Inger Christensen
- 1995年 Lars Ahlin
- 1996年 アルネ・ネス
- 1997年 ボ・カルペラン
- 1998年 Lars Forssell
- 1999年 Klaus Rifbjerg
- 2000年 Lars Huldén
- 2001年 Willy Kyrklund
- 2002年 Torben Brostrøm
- 2003年 Lars Norén
- 2004年 グドベルグー・ベルグッソン
- 2005年 Göran Sonnevi
- 2006年 Pia Tafdrup
- 2007年 ヨン・フォッセ
- 2008年 Sven-Eric Liedman
- 2009年 Kjell Askildsen
- 2010年 Per Olov Enquist
- 2011年 Ernst Håkon Jahr
- 2012年 Einar Már Guðmundsson
- 2013年 ソフィ・オクサネン
- 2014年 Lars Gustafsson
- 2015年 Thomas Bredsdorff
- 2016年 Monika Fagerholm
- 2017年 ダーグ・ソールスター
- 2018年 Agneta Pleijel
- 2019年 カール・オーヴェ・クナウスゴール
- 2020年 ロサ・リクソム
- 2021年 Eldrid Lunden
- 2022年 Naja Marie Aidt
- 2023年 Sjón

## 関連書籍
- マティルダ・ヴォス・グスタヴソン 著、羽根由 訳『ノーベル文学賞が消えた日』平凡社、2021年。ISBN 978-4-582-82492-6。